# Néophyte II de Constantinople
Néophyte II de Constantinople (en grec : Νεόφυτος Β΄) fut deux fois patriarche de Constantinople, de février 1602 à janvier 1603 puis d'octobre 1607 à octobre 1612.

## Biographie
Nommé début février 1602 en remplacement de Mathieu II, il est exilé dès mi-janvier 1603 par ordre du sultan Mehmed III et son prédécesseur provisoirement rétabli.
Il est appelé une seconde fois au siège patriarcal le 15 octobre 1607 jusqu’à octobre 1612. Après son éviction, le patriarche d’Alexandrie Cyrille Loukaris est appelé à la direction provisoire de l’Église de Constantinople.